# Эрик Адамс
Эрик Адамс (англ. Eric Adams; настоящее имя Луис Марулло; род. 12 июля 1952, Оберн, штат Нью-Йорк, США) — вокалист хеви-метал-группы «Manowar» с самого начала её существования.

## Творчество
Псевдоним «Эрик Адамс» является совмещением имён двух его сыновей — Эрика Марулло и Адама Марулло. В «благодарностях» на последних альбомах группы имена детей всегда упоминаются.
Эрик Адамс начал петь в возрасте 9 лет. В 11 лет он вместе с тремя другими мальчиками организовал группу «The Kidz», которая в 1965 году выпустила сингл «Meet the Kidz». Он был школьным другом Джоуи Де Майо, но до Manowar они никогда не играли вместе. Перед приходом в Manowar Эрик пел в группе «Jade».
Кроме пения Эрик ещё играл на гитаре. Достоверно неизвестно, почему Эрик перестал играть на гитаре и стал только вокалистом, есть версия, что Джоуи Де Майо всегда говорил ему, чтобы тот сконцентрировался только на пении, но Эрик чувствовал себя без гитары будто голым. Тогда перед одним из концертов Джоуи спрятал гитару, а Эрику сказал, что её забыли привезти. Также Эрик умеет играть на барабанах и клавишных.
Он умеет стрелять из лука, что и демонстрирует в клипе «Gloves of Metal». В области спорта Эрик увлекается американским футболом. Его любимая команда Minessota Vikings. Эрик занимается тяжёлой атлетикой.
С тех пор как Адамс присоединился к группе, он также занимается финансами. 
Одним из его подвигов можно считать исполнение живьём «Nessun dorma», арии из оперы «Турандот» Джакомо Пуччини, считающейся одной из самых сложных оперных арий. Для этой записи Адамсу, певцу с без малого 40-летним стажем впервые понадобилось брать уроки классического вокала. Позже эта запись вошла в альбом «Warriors of the World». 
По словам самого Эрика, диапазон его голоса — 5 октав. Есть информация и о том, что их 8. Он смог удержать высокие ноты в течение 30 секунд на шоу-концертах группы Manowar . 
В 2002 году Эрик записал песню Where Eagles Fly совместно с Сарой Брайтман для её альбома «Harem», но песня так и не попала на финальную версию альбома.

## Хобби
Эрик также является большим любителем охоты и предпочитает охотиться с луком. В 2006 году он выпустил фильм об охоте «Wild Life and Wild Times», для которого сам написал музыкальное сопровождение. Эрик также выступал в нескольких радиопередачах об охоте и давал интервью охотничьим журналам. Он часто принимает участие в различных охотничьих состязаниях.

«В ходе этой охоты мы использовали: 33 стрелы, 39 пристрелочных гильз, 16 деревянных подпорок, четыре шкурных ножа, три набора биноклей, четыре видео камеры, 48 цифровых видео носителя. Мы накрутили более чем 50 000 миль по воздуху, 3 000 миль по земле и выложились на все 100 процентов в каждую минуту, когда были на природе и в студии, работая над фильмом».

30 июня 2007 года, на концерте Manowar в болгарском городе Каварна он спел гимн Болгарии для болгарских фанов. Исполнение гимна было записано для нового DVD группы.
В 2007 году Эрик исполнил партию Фантома в кавер-версии Phantom of the Opera Эндрю Ллойда Уэббера, вошедшей на дебютный ЕР группы «HolyHell».
В 2009 году Manowar предприняли достаточно рискованный эксперимент, названный «одиссеей Эрика в мире вокала» — баллада «Father» была записана на 16 языках, начиная с родного для певца английского, и более-менее привычных немецкого и итальянского до экзотических японского, венгерского, румынского.
В конце 2009 года песня «Father» была также исполнена на русском и шведском языках. Mp3 были выложены на сайте группы для свободного скачивания, как подарок фанатам на Рождество.